# Прощальное обращение Джорджа Вашингтона
Прощальное обращение Вашингтона —  письмо, написанное президентом Джорджем Вашингтоном  к «друзьям и согражданам» после 20 лет государственной службы. Он написал его ближе к концу второго срока своего президентства.
Письмо было впервые опубликовано под названием «Обращение генерала Вашингтона к народу Америки по поводу его отказа от поста президента Соединённых Штатов» 19 сентября 1796 года. Вашингтон пишет о важности национального единства, одновременно предупреждая американцев о политических опасностях регионализма, партийной принадлежности и иностранного влияния, которых им следует избегать.

## Краткое содержание

Портрет Джорджа Вашингтона 1796 года работы Гилберта Стюарта.

Мысль о том, что Соединенные Штаты останутся без Джорджа Вашингтона в качестве президента, вызвала беспокойство у многих американцев.  Многие  опасались, что без его руководства нация будет разорвана на части.

### Сдержки и противовесы и разделение властей
Вашингтон продолжает защищать Конституцию, заявляя, что система сдержек и противовесов и разделение властей внутри нее являются важными средствами предотвращения захвата контроля над страной одним человеком или группой. Он советует американскому народу, что, если он считает необходимым изменить полномочия, предоставленные правительству Конституцией, это следует делать посредством внесения поправок в конституцию, а не силой.

### Международные отношения
Значительную часть обращения Вашингтон посвятил обсуждению международных отношений и опасностей постоянных союзов между Соединёнными Штатами и иностранными государствами. Он выступает за политику добросовестности и справедливости по отношению ко всем народам, ссылаясь на поведение, основанное на религиозной доктрине и морали. Он призывает американский народ избегать долгосрочных дружеских отношений или соперничества с какой-либо страной. Он утверждает, что плохие отношения приведут только к ненужным войнам. Он продолжает этот аргумент, утверждая, что альянсы, скорее всего, вовлекут Соединённые Штаты в войны, которые не имеют никакого оправдания и никакой пользы для страны. Альянсы, предупреждает он, часто приводят к плохим отношениям со странами, которые чувствуют, что с ними обращаются не так хорошо, как с союзниками Америки, и угрожают повлиять на американское правительство, заставив его принимать решения, основанные на воле их союзников, а не на воле американского народа.
Далее Вашингтон призывает американцев воспользоваться своим изолированным географическим положением и избегать вмешательства в международную политику, особенно в европейскую, которая, как он утверждает, имеют мало или вообще не имеет ничего общего с интересами Америки. Он утверждает, что стране следует избегать постоянных союзов со всеми иностранными государствами, хотя временные союзы во времена крайней опасности могут быть необходимы. Он заявляет, что действующие договоры следует соблюдать, но не продлевать.
Вашингтон завершает свою внешнеполитическую позицию, выступая за свободную торговлю со всеми странами, утверждая, что торговые связи должны устанавливаться естественным путем, а роль правительства должна ограничиваться обеспечением стабильной торговли, защитой прав американских торговцев и мерами, необходимыми для обеспечения традиционные правила торговли.